# Веллитон
Ве́ллитон Соа́рес де Мора́ис (порт.-браз. Welliton Soares de Morais; род. 22 октября 1986[…], Консейсан-ду-Арагуая, Пара) — бразильский футболист, нападающий.
Лучший бомбардир чемпионатов России 2009 и 2010 годов. Пятый бомбардир московского «Спартака» в чемпионатах России (57 голов в 104 матчах).

## Карьера
Веллитон начал игровую карьеру в клубе «Бандейранте» из города Биригуи.

### «Гояс»
В возрасте 16-ти лет он перешёл в клуб «Гояс», хорошо сыграв в матче молодёжного Кубка Сан-Паулу, в розыгрыше которого он забил 7 голов, став лучшим бомбардиром соревнования. В команду Веллитона пригласил известный, в прошлом, футболист Жозе Фернандо Полоцци, тогда тренировавший молодёжный состав «Гоияса».

#### Сезон 2006
В конце 2005 года он стал играть за основу «Гояса», подписав свой первый профессиональный контракт, сроком до декабря 2009 года. В первом своём официальном матче на профессиональном уровне, с клубом «Минейрос», Веллитон был удалён с поля за драку с защитником соперника, а впоследствии получил 3-матчевую дисквалификацию. В первой игре после дисквалификации, с клубом «Вила Нова», Веллитон вновь подрался с игроком команды соперника и вновь был удалён. Об этих удалениях бразилец позже очень жалел. 20 мая 2006 года Веллитон забил дебютный мяч за клуб, после выхода на замену в гостевом матче с «Атлетико Паранаэнсе», в котором его клуб победил 3:2. Через 8 дней Веллитон вышел в стартовом составе матча чемпионата Бразилии и сделал «дубль», дважды поразив ворота «Сан-Каэтано», чем принёс победу «Гоиясу» со счётом 2:1. Всего первом сезоне Веллитон провёл 29 матчей в чемпионате Бразилии и забил 10 голов, заняв с клубом 8-е место в первенстве. Он дважды отличился в Кубке Либертадорес, где «Гоияс» дошёл до 1/8 финала турнира, 6 голов Веллитон забил в чемпионате штата Гояс, выигранном клубом Веллитона.
В «Гоясе» Веллитон стал одним из лучших игроков, действуя по всему фронту атаки, и в центре нападения, и в глубине. Особенно удачным для Веллитона была связка с другим нападающим клуба, Соузой, действовавшим в центре нападения и ставшим лучшим бомбардиром чемпионата Бразилии. Веллитон в свой первый сезон показал хорошую реализацию голевых моментов.
По окончании сезона им начали интересоваться ведущие бразильские клубы, но его мечтой было играть за границей. Швейцарский «Базель» предложил за трансфер Веллитона 4 млн долларов, однако эта сумма не устроила клуб.
С 10 октября по 31 декабря 2005 года Веллитон играл на правах аренды за клуб «Итуано».

#### Сезон 2007
В своём втором сезоне в «Гоясе», Веллитон стал ведущим его форвардом. Он забил 6 голов в чемпионате, включая дубль в ворота «Жувентуде», 3 гола в Кубке Бразилии, где Веллитон также сделал дубль, дважды забив клубу «Баия», 6 мячей в чемпионате штата. По этим показателям он являлся на момент ухода лучшим бомбардиром клуба. 25 июля 2007 года, в матче 14-го тура чемпионата Бразилии, в последней игре за «Гояс», на 69-й минуте встречи, Веллитон забил гол в ворота «Сантоса», принеся победу своей команде со счётом 1:0.

«Счастлив, что на прощание мне удалось отметиться победным голом. Об этом можно было только мечтать. Да, гол получился неказистым, но главное, что он принёс нам победу».
Несмотря на удачные выступления, Веллитон не привлекался в юношескую и молодёжную сборные Бразилии, из-за позиции руководства «Гояса», запрещавшего молодым игрокам выступать за национальную команду.

##### Трансфер
6 июня 2007 год «Гоясу» поступило предложение о покупке Веллитона от российского клуба «Динамо» (Москва) за 2,2 млн долларов, что не устроило бразильский клуб, в то же время на форварда также претендовало киевское «Динамо». 7 июля стало известно, что московский «Локомотив» сделал предложение о переходе Веллитона за 7 млн евро, что подтвердил президент «железнодорожников» Юрий Сёмин. Вскоре другой московский клуб, «Спартак», начал переговоры о переходе Веллитона, предложив ему многолетний контракт. 15 июля предварительное соглашение «Гояса» и «Спартака» было оформлено. 17 июля «Гоясу» был направлен официальный запрос о переходе Веллитона в «Локомотив» за 8 млн евро. Однако затем «Локомотив» отказался от сделки, предпочтя бразильцу нигерийского нападающего Питера Одемвингие, который, по мнению Сёмина, был более адаптирован к России. Вскоре в борьбу за Веллитона включились французский «Сент-Этьен», искавший себе нового форварда, и швейцарский «Базель».
31 июля, после прохождения медосмотра в Германии, Веллитон стал игроком «Спартака», подписав 5-летний контракт с ежегодной выплатой 600 тыс. евро; сумма трансфера составила 6 млн евро плюс бонусы до 2 млн евро за удачные выступления футболиста за «Спартак». Одной из главных причин перехода Веллитона стало участие «Спартака» в Лиге чемпионов.

«Прошлая неделя оказалась для меня по-настоящему сумасшедшей. Сначала я помог „Гоясу“ выиграть у „Сантоса“ и тем самым отблагодарил клуб, в котором провёл два замечательных сезона. Затем самый прекрасный подарок сделала мне моя супруга. Что же касается переезда в Москву, то у меня было много предложений, но, посоветовавшись с президентом „Гояса“, я выбрал „Спартак“. Наш президент был счастлив заработать на моей продаже максимально возможную сумму, а я получил шанс сыграть в европейской Лиге чемпионов. К тому же я слышал, что у „Спартака“ больше всего болельщиков в России, и горжусь тем, что буду выступать за столь популярную команду».

### «Спартак» Москва
«Спартак», долгое время искавший второго нападающего в пару к Роману Павлюченко, наблюдал за выступлениями Веллитона около полугода. Главным мотивом выбора «красно-белых» стало то, что Веллитон был способен самостоятельно создать и реализовать момент. 1 августа 2007 года Веллитон был представлен как игрок «Спартака». В команде он получил номер 11, являвшийся его любимым, несмотря на то, что всю предыдущую карьеру он провёл в майке с номером 7. Веллитон на презентации сказал:

Для начала надо пробиться в основной состав. Потом стать лучшим снайпером чемпионата России. Ну а потом — выиграть чемпионское звание.

#### Сезон 2007
Свой первый матч за «Спартак» Веллитон провёл 5 августа. В этой игре 19-го тура чемпионата России его команда обыграла в Лужниках «Томь» со счётом 3:2.
Второй матч бразильца, прошедший в 20-м туре в Самаре, был ознаменован скандалом. На секторе болельщиков москвичей был растянут баннер расистского содержания: «11 номер только для Тихонова — Monkey Go Home». Руководство клуба заявило, что подобные баннеры позорят «Спартак», российский футбол и Россию. Часть фанатов выразила поддержку Веллитону, купив футболки со словами приветствия, обращёнными к игроку. Уже на следующем матче, в котором «Спартак» в отборочном турнире Лиги чемпионов встречался с «Селтиком», который закончился вничью 1:1, болельщики клуба надели майки с номером 11 и фотографией Веллитона и развернули баннер со словами: «Добро пожаловать в „Спартак“! Добро пожаловать в Европу!», что очень понравилось Веллитону. 17 августа «Спартак» застраховал Веллитона на сумму 70 700 000 долларов, которая была бы выплачена в случае потери трудоспособности или смерти в результате болезни или несчастного случая.
Свой первый гол в чемпионате России Веллитон забил 25 августа 2007 года в ворота «Рубина». Также этот гол стал первым для его команды, забитым в чемпионатах России в Казани. В матче 23 тура чемпионата с ЦСКА Веллитон получил микронадрыв мышцы задней поверхности бедра и выбыл из строя на месяц. Во время вынужденного отпуска Веллитон, вместе с партнёрами по команде и соотечественниками, Моцартом, который поддерживал форварда, когда тот только приехал в Россию, и Жедером, провёл время в Бразилии, где занимался с физиотерапевтом.

#### Сезон 2008
В начале сезона 2008 забил за «Спартак» 6 голов в 10 играх, выступая при этом на фланге атаки. В игре с «Химками» Веллитон толкался плечом с главным арбитром встречи Игорем Егоровым.

«Я повёл себя некрасиво. Началось с того, что судья принял решение, которое я не понял. И начал с ним объясняться, позабыв о том, что с русским не очень. А арбитр не остался в долгу, тоже начал что-то эмоциональное выговаривать. В общем, не стоит мне с судьями связываться. К тому же я не знаю их ни по фамилиям, ни по именам». — Веллитон о стычке с Егоровым
Игра и поведение Веллитона не понравились капитану «Спартака» Егору Титову, сказавшему: «Не думайте, что в команде плохое поведение Веллитона остается незамеченным. После „Химок“ с Веллитоном поговорили строго», также Титов раскритиковал нежелание Веллитона учить русский язык.

«Веллитон мне нравится всё больше и больше. Парень освоился, преодолел все проблемы, связанные с переездом в новую страну, хотя, возможно, особо их и не испытывал, и заиграл очень уверенно. Он молод, быстр, техничен — идеальный свободный художник, действующий по всему фронту атаки, а не на флангах, как это было в прошлом сезоне».— Александр Мостовой после матча «Спартака» с «Химками»
В мае Веллитон получил травму паховых колец. Он улетел на родину в Бразилию, где оперировался в клинике города Сан-Паулу. Там же он провёл курс физиотерапии и лечебной физкультуры, присоединившись к команде лишь 25 июня. В начале августа Веллитон возобновил тренировки, однако затем был вынужден сделать повторную операцию в Германии на паховых кольцах. В сентябре Веллитону в Мюнхене вновь была сделана операция по поводу приводящей мышцы, которую форвард травмировал во время восстановления от операции на паховых кольцах. В результате в 2008 году Веллитон более не выходил на поле из-за постоянных болей при нагрузках. К декабрю бразилец тренировался по индивидуальной программе, к середине месяца он полностью излечился от травмы.

«В мае прошлого года я повредил пах на сборах в Австрии. Главный тренер из лучших побуждений спросил, где я хочу провести лечение — в Германии или в Бразилии. Я ответил, что хочу оперироваться дома. Это решение стало большой ошибкой. Мне до этого случая везло, никогда не имел дело с хирургией. Опыта в этом плане — ноль. Конечно, надо было лететь в Германию… Операция прошла неудачно. И это исключительно вина медиков, которые занимались мной в Бразилии. В итоге пришлось делать ещё одну операцию. Плюс восстановление на разных этапах проходило неважно. Сами понимаете, после двух операций и долгих месяцев простоя очень трудно встать на ноги. Только сейчас, спустя почти год, я чувствую, что набираю хорошую форму. Будь возможность переиграть эту историю, поехал бы в Германию. Там наверняка был бы удачный исход операции. Но курс реабилитации провёл бы на родине. Физиотерапия и восстановление в Бразилии на высоком уровне»

#### Сезон 2009
В феврале Веллитон, полностью восстановившийся от травмы, вновь почувствовал недомогание в области желчного пузыря, из-за которого он летал в Германию на обследование, однако опасения врачей не подтвердились.
В матче третьего тура чемпионата России 2009 с «Спартаком» (Нальчик) (2:0), Веллитон, сыгравший в первых трёх играх команды, забил впервые после своей травмы гол в официальном матче, что для него стало событием. В матче 6 тура Веллитон забил гол в ворота чемпиона прошлого сезона, клуба «Рубин»; его мяч предрешил исход матча, завершившегося в пользу «Спартака» 2:0. 11 мая Веллитон сделал свой первый дубль в чемпионате России, дважды забив в ворота «Сатурна». В целом за первый круг чемпионата Веллитон забил 8 голов в 15-ти играх, каждую из которых форвард проводил полностью. Большой голевой результативностью Веллитон, помимо своих талантов, был обязан Алексу, который обеспечивал его передачами. В июне «Спартак» предложил Веллитону принять российское гражданство, но бразилец взял время на размышления по поводу такого шага. 31 июля Веллитон продлил контракт со «Спартаком», подписав его на длительный срок.

«Думаю, сильные качества Веллитона видны всем невооруженным глазом: к ним в первую очередь относятся умение открываться — это у него, похоже, врождённое — и высокая скорость. Несмотря на относительно небольшой рост, бразилец прилично играет головой — благодаря мощи и развитым мышцам взлетает так, что даже профессиональный прыгун позавидовал бы. При этом бьёт лучше с правой ноги. Откуда повелось, что бразильцы капризны?! Все люди разные: в Испании, к слову, иногда так о русских отзывались. Определённые проблемы могут возникнуть у любого 20-летнего человека, оказавшегося в далекой чужой стране, но наш нападающий уже полностью адаптировался. Сейчас к нему не то что ни одной претензии нет — он только радует. На поле же бразилец — настоящий боец. Нападающих, равных ему, в российском чемпионате нет точно. Да что у нас — таких классных футболистов можно пересчитать по пальцам в Европе и мире».— Валерий Карпин
8 августа Веллитон сделал первый хет-трик в карьере, забив в ворота «Спартака-Нальчик», также в этой игре он впервые в составе «красно-белых» бил с пенальти.
В матче 21 тура Чемпионата России против московского «Динамо» в столкновении с Владимиром Габуловым Веллитон задел голову голкипера ногой, нанеся тяжёлую травму — перелом лицевой кости, за что получил жёлтую карточку. Бразилец извинился перед Габуловым, также сказав, что злого умысла в его действиях не было. КДК РФС оправдал Веллитона.

«Футбол есть футбол — в нём случаются разные неприятности. Но я никогда не желаю травмы ни себе, ни сопернику. Был игровой момент, и я очень огорчился из-за того, что случилось. А ещё больше расстроило то, что некоторые считали и, наверное, считают по-прежнему, что я нанёс травму динамовцу со злым умыслом. Порадовала же позиция тех, кто понимает: в нашем деле беда, увы, может случиться с каждым. Это в первую очередь одноклубники и главный тренер Карпин. Они говорили: „Не переживай, мы всё видели, знаем, что ты сделал это не специально“».
В октябре 2009 года в интервью «Советскому спорту» Веллитон изъявил о своём желании играть за сборную России и готовности принять российское гражданство (ещё до этого футболист высказывался о возможности выступления за российскую сборную и принятия российского гражданства). Несмотря на эти заявления, Веллитон по-прежнему высказывался о желании играть за сборную Бразилии. Капитан сборной, Андрей Аршавин, высказался против приглашения Веллитона в сборную России.
24 октября в матче 26 тура с клубом «Химки» Веллитон сделал дубль, повторив достижение Андрея Тихонова по числу голов за «Спартак» в одном сезоне (19 мячей). В следующем туре Веллитон превысил это достижение, забив мяч в ворота «Ростова», что стало очень приятным для бразильца. Всего в чемпионате Веллитон сыграл 28 матчей и забил 21 мяч, став лучшим бомбардиром чемпионата и побив прежний бомбардирский рекорд для легионеров своего земляка — армейца Вагнера Лава. После удачного сезона, Веллитон рассказал о своих мечтах:

«Первая — завоевать золотые медали чемпионата России в составе „Спартака“. Вторая — в будущем проявить себя как топ-футболист какого-нибудь ведущего европейского первенства. Третья — быть основным игроком сборной и выиграть с ней чемпионат мира».
В начале декабря Веллитоном заинтересовался лондонский клуб «Тоттенхэм Хотспур», который хотел обменять бразильца на российского форварда Романа Павлюченко, который перестал попадать в основной состав английской команды.

#### Сезон 2010
В 2010 году Веллитон забил первый гол своей команды в сезоне, поразив 21 марта ворота «Зенита»; игра завершилась вничью 1:1. В следующей игре с «Локомотивом» Веллитон получил растяжение мышц бедра и был заменён. По мнению владельца «Спартака» Леонида Федуна замена Веллитона имела под собой воспитательные цели для того, чтобы бразилец не чувствовал свою незаменимость. После обследования стало известно, что Веллитон пропустит 3 недели. Несмотря на это, он вышел в следующем матче с «Томью» и забил гол; встреча завершилась вничью 2:2. Этот гол позволил Веллитону стать самым результативным иностранным игроком из дальнего зарубежья в истории «Спартака». 6 мая Веллитон забил два гола в ворота клуба «Анжи» и занял первое место в списке лучших бомбардиров чемпионата России, поделив его с Александром Алиевым. 10 мая, в игре с «Аланией», Веллитон забил гол и не реализовал пенальти; «Спартак» в том матче проиграл 2:5.
14 июля, в матче Кубка России с липецким «Металлургом» Веллитон повредил связки голеностопного сустава левой ноги, из-за чего выбыл из строя на 3 недели. Лишь 1 августа в матче с ЦСКА Веллитон вернулся на поле. 15 августа в игре с московским «Локомотивом» Веллитон сделал хет-трик, став первым игроком, забившем 3 гола в одном матче в чемпионате России 2010; «Спартак» в этой игре добился победы со счётом 3:2. Также в той игре Веллитон побил рекорд результативности среди всех игроков «Спартака» из дальнего зарубежья. В следующей игре 21 августа с «Томью» бразилец вновь сделал хет-трик, забив 3 мяча за 6 минут. Этот хет-трик стал самым быстрым в истории клуба.
23 августа появилась информация, что Веллитона желает взять в аренду испанская «Мальорка», однако главный тренер «Спартака» Валерий Карпин был уверен, что «Мальорка» не сможет купить Веллитона из-за финансовых проблем. 11 сентября Веллитон забил два гола и принёс победу своей команде над «Сатурном». 28 сентября в матче Лиги чемпионов с клубом «Жилина» бразилец получил микронадрыв мышц задней поверхности бедра левой ноги и выбыл из строя на три недели. 15 октября он вновь вышел на поле и забил гол в матче с «Аланией»; позже этот гол записали на счёт защитника «Алании». 30 октября в игре против «Ростова» забил свой очередной гол в чемпионате России 2010. 23 ноября в игре Лиги чемпионов с «Марселем» Веллитон получил красную карточку за удар Сулеймана Диавара.
По итогам сезона Веллитон стал лучшим бомбардиром чемпионата России с 19 голами и вторым игроком по системе «гол+пас», а «Спартак» занял 4 место.

#### Сезон 2011/2012
Начало сезона 2011/2012 Веллитон пропустил из-за травмы пятки. 17 марта в ответной игре плей-офф Лиги Европы против амстердамского «Аякса» Веллитон забил свой первый гол в 2011 году. 21 марта в матче 2-го тура Чемпионата России 2011/12 против нижегородской «Волги» после передачи Макеева забил свой первый гол в новом сезоне. 25 марта форвард вновь травмировался, получив повреждение приводящей мышцы бедра. 24 апреля Веллитон впервые вывел «Спартак» на поле с капитанской повязкой. 30 апреля бразилец вновь получил травму — микроповреждение мышц задней поверхности бедра.
В мае Веллитоном и его партнёром по команде, Ибсоном, заинтересовался казанский «Рубин». Также интерес к нападающему проявил немецкий «Вольфсбург».
18 июня бразилец вернулся на поле в матче с московским «Локомотивом» и смог заработать на себе удаление вратаря соперника, а также в одном из моментов не попал в пустые ворота. 26 июня, впервые после долгого перерыва, бразилец забил гол, поразив ворота «Ростова». 17 июля в кубковом матче против «Истры» Веллитон забил мяч с передачи Дмитрия Комбарова. 28 августа в дерби с московским ЦСКА Веллитон забил гол, а также в одном из эпизодов столкнулся с вратарём Игорем Акинфеевым, который получил разрыв крестообразных связок колена и выбыл из строя на полгода. 2 сентября фанаты вручили Веллитону «Золотого кабана», как лучшему игроку «Спартака» 2010 года по опросу, проведённому среди болельщиков команды. 7 сентября стало известно, что Веллитон дисквалифицирован на шесть матчей. Сам футболист сказал:

На протяжении всей своей карьеры я не сталкивался с такими вопиюще несправедливыми решениями. Ведь я проявил себя как профессионал, боец, который стремился к победе. Я ни в коей мере не пытался и не хотел нанести вред игроку соперника. Но люди пытаются вовлечь сюда политику и обратить ситуацию так, как это выгодно им.

«Спартак» направил апелляцию, после рассмотрения которой апелляционный комитет РФС снизил срок дисквалификации до трёх игр. Во время вынужденного «простоя» бразилец играл за дубль «красно-белых», где в первой же игре заработал удаление, наступив вратарю на руку; сам пострадавший голкипер сказал, что форвард не заслуживал удаления и сообщил, что Веллитон извинился перед ним на поле, а затем в раздевалке команды. В первой встрече после удаления бразилец забил гол, который принёс «Спартаку» ничью с питерским «Зенитом». 23 октября Веллитон получил травму спины.
В декабре форвардом заинтересовался турецкий «Фенербахче». Зимой интерес к бразильскому форварду проявили английские клубы «Ливерпуль» и «Арсенал», итальянская «Фиорентина» и дортмундская «Боруссия». 19 марта, в матче с ЦСКА, Веллитон был травмирован защитником команды соперника, Василием Березуцким, получив разрыв ключично-акромиального сочленения справа. Из-за этого форвард пропустил остаток сезона.

### «Гремио» и «Коритиба»
6 февраля 2013 года Веллитон перешёл в бразильский «Гремио», на правах годичной аренды. Футболист 5 раз выходил на поле в матчах на Кубок Либертадорес, отыграв в общей сложности 60 минут.
В июле 2013 года футболист был отправлен во второй состав команды. Причиной перевода футболиста стало решение президента команды избавиться от части футболистов: «Мы проанализировали выступления игроков и приняли это решение. Президент клуба посчитал нужным отстранить нападающего. Ко всему прочему Веллитон получает одну из самых высоких зарплат по меркам клуба. И его уход существенно разгрузит финансовую ведомость команды».

### «Сан-Паулу»
28 августа 2013 года нападающий перешёл в «Сан-Паулу» на правах аренды до конца года. Клубы решили не продлевать арендное соглашение игрока, которое истекло в конце 2013 года.

### «Сельта»
31 января 2014 года «Спартак» и испанская «Сельта» договорились об аренде Веллитона до конца сезона. Стоимость аренды футболиста составила € 200 тыс. За испанскую команду отыграл всего 1 матч против Эльче, выйдя на замену на 87-й минуте матча.

### «Мерсин Идманюрду»
20 августа 2014 года «Спартак» и турецкий «Мерсин Идманюрду» согласовали трансфер Веллитона. Игрок подписал 2-х летний контракт, а московский «Спартак» получил за этот трансфер около 1 млн евро. В первых 2-х матчах за новый клуб Веллитон так и не появился на поле, а вышел на замену лишь в третьем матче — против «Ризеспора» 20 сентября 2014 года. Спустя 4 дня Веллитон забил свой первый гол за турецкий клуб. Самый сильный матч Веллитон провёл в сезоне 2014—2015 против «Касымпаши», в котором оформил хет-трик и отдал две голевые передачи. Всего в том сезоне Веллитон появился на поле 34 раза и забил 13 голов.
Следующий сезон сложился для Веллитона гораздо сложнее — его результативность сильно снизилась, зато вернулась высокая травматичность, что мешало игроку добраться до пика формы. В итоге за 22 игры Веллитон смог забить только 7 мячей во всех соревнованиях, а его клуб покинул Высший Дивизион Турции, после чего и сам форвард стал искать себе новый клуб.

### «Кайсериспор»
1 июля 2016 года Веллитон подписал двухлетний контракт с другим турецким клубом — «Кайсериспором». 28 августа он сделал дубль в матче с «Фенербахче». В сезоне 2016/17 форвард забил 12 раз в 28 матчах, став девятым бомбардиром чемпионата. В августе 2017 года Веллитон покинул «Кайсериспор» из-за трёхмесячной задержке в выплате заработной платы.

### «Шарджа»
Летом Веллитон активно искал себе команду, в частности он пробовался в «Галатасарае», «Ренне» и московском «Локомотиве». 20 сентября 2017 года бразильский нападающий присоединился к клубу «Шарджа» из ОАЭ за 1,5 млн евро. В своём первом же сезоне Веллитон вернул былую результативность отметившись 12 раз в 21 матче чемпионата и Кубка. По итогам второго сезона вместе с клубом стал чемпионом ОАЭ, забив 19 голами в 25 матчах чемпионата.

### «Аль-Васл»
1 июня 2019 года Веллитон перешёл в клуб «Аль-Васл» из Дубая. 22 сентября 2020 года он забил три гола в матче Лиги чемпионов АФК с клубом «Аль-Таавун».

### Возвращение в Бразилию
8 сентября 2021 года Веллитон возвратился в Бразилию, в клуб «Гояс», подписав годичное соглашение. 12 апреля 2022 года он перешёл в «Гремио Новуризонтино».

## Карьера в сборной
Веллитон никогда не выступал за взрослую сборную Бразилии. «Спартак» активно работал над тем, чтобы нападающий получил российский паспорт. Но данная инициатива встретила негативную оценку у российских футболистов и болельщиков.

## Личная жизнь
Мать — Иоланда, в честь неё у Веллитона татуировка на левой руке.
Веллитон женился в возрасте 16-ти лет на девушке по имени Моника, с которой познакомился на дне рождения друга в 2002 году; в честь супруги Веллитон сделал вторую татуировку на правом плече. 28 июля 2007 года родился сын Кайу, в честь которого бразилец сделал себе татуировку. В сентябре 2007 года жена с сыном переехали в Россию, где проживали на съёмной квартире в районе станции метро «Щукинская». Осенью 2009 года жена покинула Веллитона и вернулась в Бразилию.
После отъезда жены на родину у Веллитона был роман с Викторией Боней, которой он в первый же день предложил выйти замуж, но она восприняла это как шутку. По мнению Бони, главный тренер «Спартака» Валерий Карпин, был против их отношений: он отрицательно о ней отзывался и чрезмерно вмешивался в личную жизнь форварда.
Позже Веллитон женился во второй раз на Рафаэле Карвалью. По словам Рафаэлы, он шесть лет проявлял к ней насилие, а после этого прятал её паспорт, телефон и деньги. Рафаэла была вынуждена сбежать от мужа, который и после этого продолжил её преследовать.
В свободное время Веллитон любит играть в компьютерные игры.
По словам Андрея Иванова, Веллитон плохо говорил даже по-португальски. За что над ним смеялись его португалоговорящие одноклубники.

## Достижения

### Командные
«Гояс»
- Чемпион штата Гояс: 2006

«Спартак»
- Серебряный призёр чемпионата России (3): 2007, 2009, 2011/12

«Шарджа»
- Чемпион ОАЭ: 2018/19

### Личные
- Лучший бомбардир чемпионатов России: 2009 (21 гол), 2010 (19 голов)
- Лучший игрок по системе гол+пас в чемпионате России: 2009 (21 гол и 3 голевых передачи)[175]
- В списках 33 лучших футболистов чемпионата России: № 1 (2009), № 2 (2010)

| Прочие награды |
| --- |
| - Футболист года в России по версии championat.ru: 2009 - Третий футболист России по версии тренеров клубов РФПЛ: 2009 - Лучший нападающий России по версии topplayer.ru: 2009, 2010 - Лучший нападающий России по версии еженедельника «Футбол»: 2009 - Лучший нападающий России по версии сайта «Евро-Футбол.ру»: 2009 - Вошёл в ТОР-20 игроков России по версии газеты «Спорт день за днем»: 2009 - Третий футболист России по версии еженедельника «Футбол»: 2009 - Лучший футболист России по оценкам Советского спорта: 2009 - Второй футболист России по опросам футболистов РФПЛ, проводимого Спорт-Экспресс: 2009 - Член символической сборной чемпионата России по версии Спорт-Экспресс: 2010 - Лучший игрок чемпионата России по версии topplayer.ru: 2010 - Лучший футболист «Спартака» по версии болельщиков: 2010 |

## Статистика выступлений
| Выступление        | Выступление      | Выступление      | Чемпионат | Чемпионат | Кубки | Кубки | Конт. | Конт. | Прочие | Прочие | Итого | Итого |
| Клуб               | Лига             | Сезон            | Игры      | Голы      | Игры  | Голы  | Игры  | Голы  | Игры   | Голы   | Игры  | Голы  |
| ------------------ | ---------------- | ---------------- | --------- | --------- | ----- | ----- | ----- | ----- | ------ | ------ | ----- | ----- |
| Гояс               | Серия A          | 2006             | 29        | 10        | 0     | 0     | 8     | 2     | ?      | 6      | ?     | 18    |
| Гояс               | Серия A          | 2007             | 12        | 6         | 0     | 0     | 0     | 0     | ?      | 6      | ?     | 12    |
| Гояс               | Итого            | Итого            | 41        | 16        | 0     | 0     | 9     | 2     | ?      | 12     | ?     | 30    |
| Итуано (аренда)    | Серия B          | 2005             | 32        | 10        | 0     | 0     | 0     | 0     | ?      | ?      | ?     | ?     |
| Итуано (аренда)    | Итого            | Итого            | 32        | 10        | 0     | 0     | 0     | 0     | ?      | ?      | ?     | ?     |
| Спартак (Москва)   | Премьер-лига     | 2007             | 12        | 4         | 0     | 0     | 8     | 1     | 0      | 0      | 20    | 5     |
| Спартак (Москва)   | Премьер-лига     | 2008             | 10        | 6         | 0     | 0     | 2     | 0     | 0      | 0      | 12    | 6     |
| Спартак (Москва)   | Премьер-лига     | 2009             | 28        | 21        | 2     | 0     | 0     | 0     | 0      | 0      | 30    | 21    |
| Спартак (Москва)   | Премьер-лига     | 2010             | 25        | 19        | 1     | 0     | 5     | 0     | 0      | 0      | 31    | 19    |
| Спартак (Москва)   | Премьер-лига     | 2011/12          | 21        | 7         | 3     | 2     | 5     | 1     | 0      | 0      | 29    | 10    |
| Спартак (Москва)   | Премьер-лига     | 2012/13          | 8         | 0         | 0     | 0     | 3     | 0     | 0      | 0      | 11    | 0     |
| Спартак (Москва)   | Итого            | Итого            | 104       | 57        | 6     | 2     | 23    | 2     | 0      | 0      | 133   | 61    |
| Гремио (аренда)    | Серия A          | 2013             | 4         | 0         | 0     | 0     | 6     | 0     | 9      | 2      | 19    | 2     |
| Гремио (аренда)    | Итого            | Итого            | 4         | 0         | 0     | 0     | 6     | 0     | 9      | 2      | 19    | 2     |
| Сан-Паулу (аренда) | Серия A          | 2013             | 15        | 3         | 0     | 0     | 4     | 1     | 0      | 0      | 19    | 4     |
| Сан-Паулу (аренда) | Итого            | Итого            | 15        | 3         | 0     | 0     | 4     | 1     | 0      | 0      | 19    | 4     |
| Сельта (аренда)    | Примера          | 2013/14          | 1         | 0         | 0     | 0     | 0     | 0     | 0      | 0      | 1     | 0     |
| Сельта (аренда)    | Итого            | Итого            | 1         | 0         | 0     | 0     | 0     | 0     | 0      | 0      | 1     | 0     |
| Мерсин Идманюрду   | Суперлига        | 2014/15          | 30        | 10        | 4     | 3     | 0     | 0     | 0      | 0      | 34    | 13    |
| Мерсин Идманюрду   | Суперлига        | 2015/16          | 21        | 6         | 1     | 1     | 0     | 0     | 0      | 0      | 22    | 7     |
| Мерсин Идманюрду   | Итого            | Итого            | 51        | 16        | 5     | 4     | 0     | 0     | 0      | 0      | 56    | 20    |
| Кайсериспор        | Суперлига        | 2016/17          | 28        | 12        | 6     | 3     | 0     | 0     | 0      | 0      | 34    | 15    |
| Кайсериспор        | Итого            | Итого            | 28        | 12        | 6     | 3     | 0     | 0     | 0      | 0      | 34    | 15    |
| Всего за карьеру   | Всего за карьеру | Всего за карьеру | 276       | 114       | 16    | 9     | 42    | 5     | 9      | 2      | 343   | 130   |

по состоянию на конец сезона 2016/2017